# Grandville (Aube)
Grandville é uma comuna francesa na região administrativa de Grande Leste, no departamento de Aube. Estende-se por uma área de 9,24 km². Em 2010 a comuna tinha 93 habitantes (densidade: 10,1 hab./km²).